# لیلی بولانژه

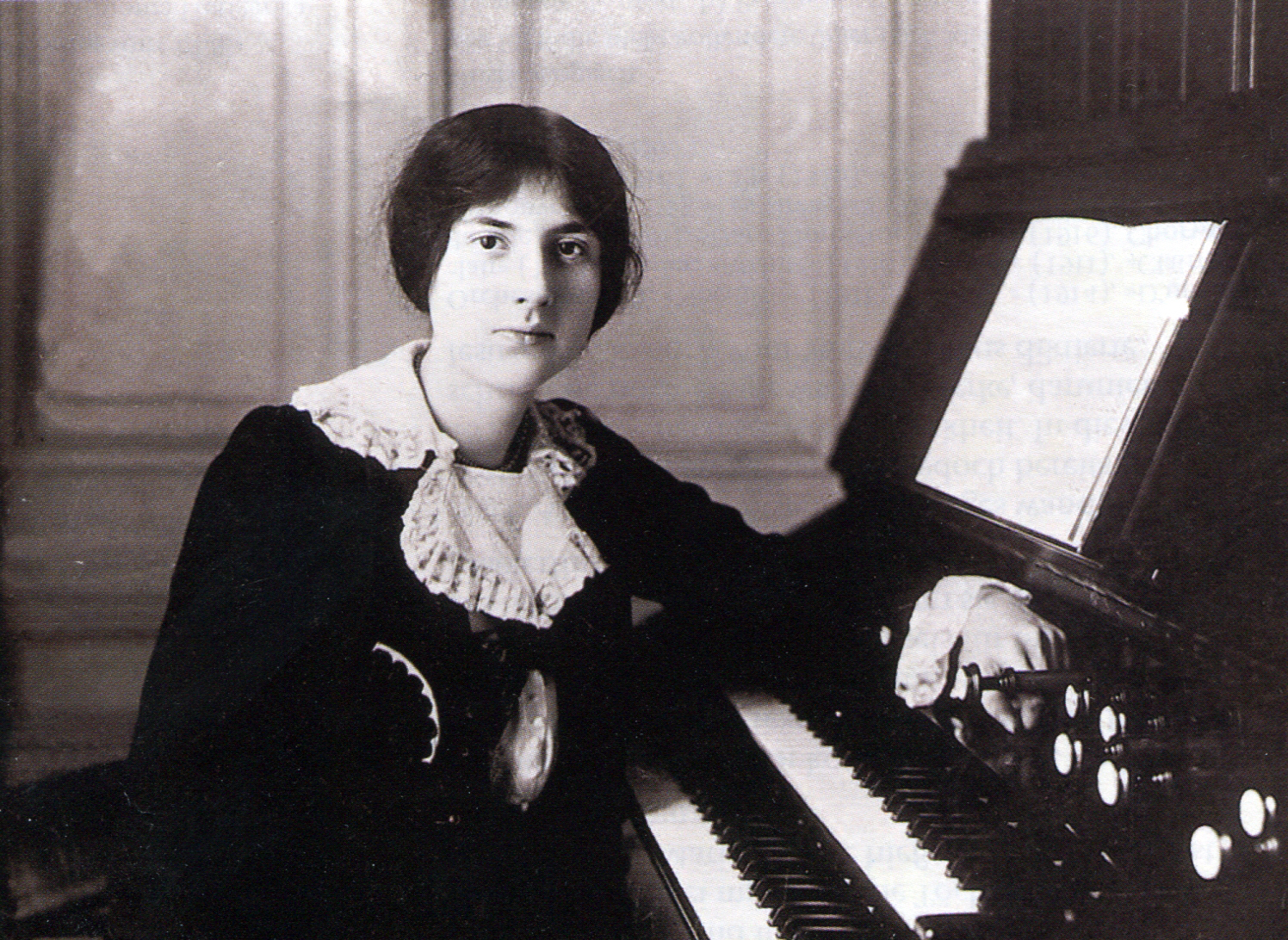
لیلی بولانژه در عکسی که در سال ۱۹۱۳ توسط هانری مانوئل گرفته شده است

لیلی بولانژه (انگلیسی: Lili Boulanger; ۲۱ اوت ۱۸۹۳ – ۱۵ مارس ۱۹۱۸) آهنگساز اهل فرانسه بود. اولین زن برنده جایزه بزرگ رم بود و خواهرش نادیا بولانژه آهنگساز و نویسنده برجسته ای بود.
او در پاریس به دنیا آمد و از همان ابتدا نبوغ و استعدادش در سن ۲ سالگی نمایان شد.
مادر و پدر او که هر دو نوازنده بودند، آموزش دختر خود را به عهده گرفتند.
به سرعت نواختن ارگ، پیانو، ویلون و چنگ را شروع کرد.